# Cultura en la Unión Europea

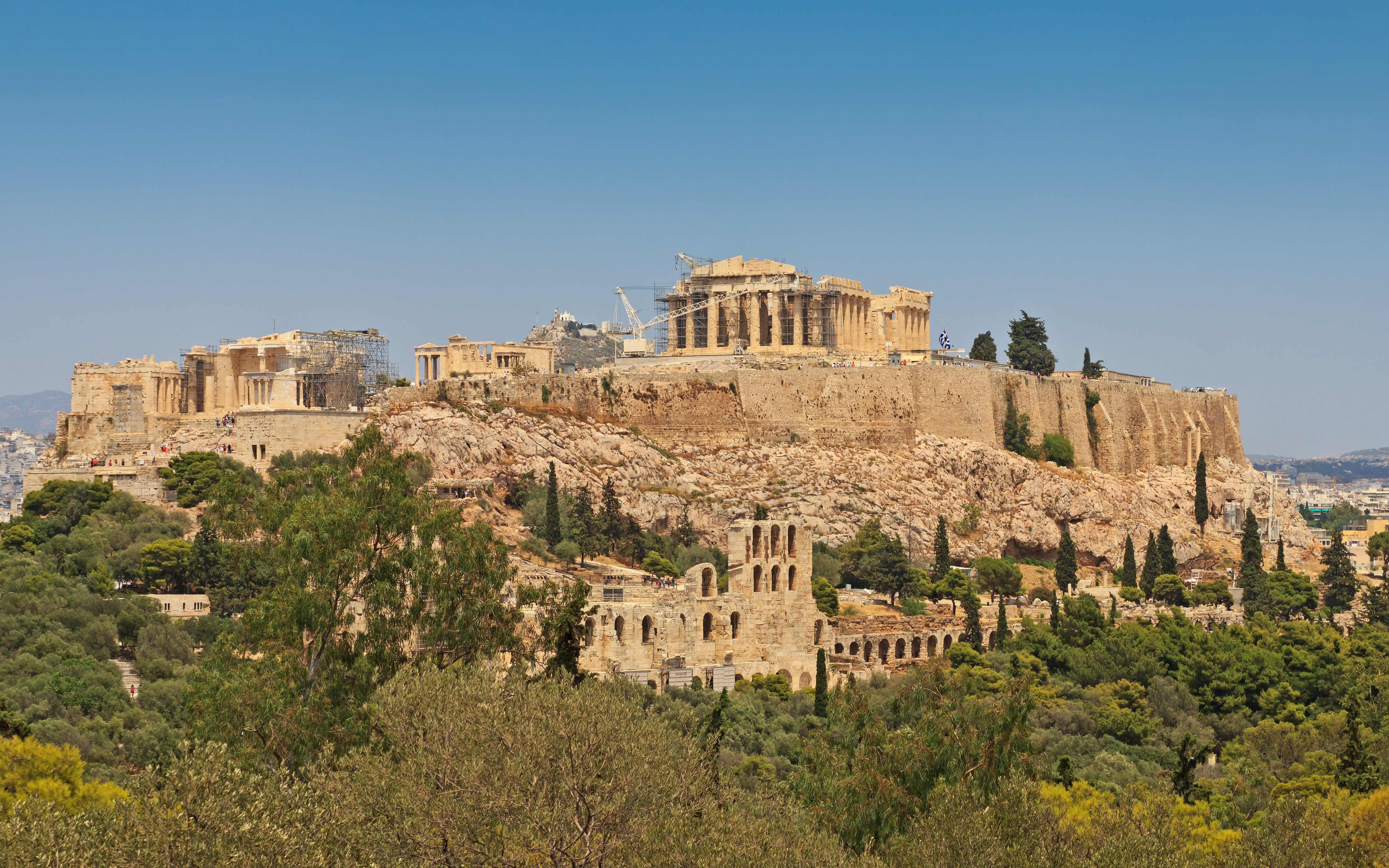
Atenas fue la primera Capital Europea de la Cultura.

El Tratado de Maastricht dio reconocimiento la dimensión cultural de la integración europea, al atribuir ciertas competencias de acción cultural a las instituciones de la Unión , en el artículo 128 (hoy 151) del Tratado. Según eso, la Unión debe impulsar las culturas de los Estados miembros, teniendo especial cuidado en preservar la diversidad, pero poniendo también de manifiesto el "patrimonio cultural común". En este sentido, la Comisión Europea dispone de un comisario que agrupa en una sola cartera la educación, la formación, la cultura y la juventud, pero no el multilingüismo.
La diversidad cultural de la Unión Europea se refleja, en las diferentes lenguas de los Estados miembros. Así, las diferencias culturales entre las regiones que conforman la UE, sumadas a las tradiciones culturales que "importan" los inmigrantes procedentes de fuera de la Unión, la han dotado de un carácter multicultural que no deja de diversificarse.
Uno de los aspectos más importantes de este fenómeno es la interrelación entre diferentes grupos religiosos. Los pueblos que actualmente conforman la UE tiene una tradición milenariamente cristiana, que se ha visto modificada en las últimas décadas principalmente a causa de la inmigración procedente de África, Oriente Medio y los países de la ex Yugoslavia. En este contexto, el mayor aporte religioso de los inmigrantes ha sido el musulmán, cuya presencia cada día es mayor, principalmente en las grandes ciudades como París, Fráncfort, Marsella, Berlín o Barcelona.
También el desarrollo de los medios de comunicación ha jugado un papel relevante en la "revolución cultural" que experimenta la UE. Personas con un origen cultural distinto comparten ahora preferencias por manifestaciones culturales, bien sea aportadas por uno de ellos o procedentes de una tercera cultura.
Uno de los proyectos culturales más importantes es la designación de la Capital Europea de la Cultura. Este es un título conferido por la Comisión y el Parlamento Europeo a una o dos ciudades europeas, que durante un año tienen la posibilidad de mostrar su desarrollo y vida culturales. Algunas ciudades europeas han aprovechado esta designación para transformar completamente sus estructuras culturales y ser reconocidas en el ámbito internacional. Cuando una ciudad es nombrada capital europea de la cultura, en ella se desarrollan todo tipo de manifestaciones artísticas.
Otro proyecto cultural comunitario es el de la Joven Orquesta de la Unión Europea. En ella coinciden músicos jóvenes con talento procedentes de la Unión Europea junto con profesores reconocidos internacionalmente para conformar una orquesta renombrada a escala internacional.

## Espacio cultural europeo común
A finales de noviembre de 2004 tuvo lugar en Berlín un encuentro internacional, celebrado junto a la Puerta de Brandeburgo, bajo el lema "alma para Europa".
Los nueve países participantes (Alemania, Polonia, Francia, Países Bajos, Hungría, República Checa, Estonia, Eslovenia y Lituania), establecieron que mantendrán reuniones semestrales, la primera de las cuales tendrá lugar en París (2005), con el objetivo de crear un "espacio cultural europeo común" para que su identidad sea comprensible para los ciudadanos. 
Renombradas figuras de la cultura, intelectuales y políticos suscribieron un documento que pide la elaboración de una Carta Europea de la Cultura, a fin de desarrollar los valores humanistas comunes y el legado cultural que instaura el Tratado por el que se establece una Constitución para Europa. 
Los primeros pasos consistirán en: 
- Aumentar la cooperación entre institutos culturales nacionales.
- Fomentar el intercambio de estudiantes.
- Establecer la creación de una agencia europea de noticias con inversión privada.
- Implementar una beca europea tipo Fulbright.

## Arquitectura
Las actividades comunitarias en este sector están centradas, en las medidas de cooperación cultural, investigación y desarrollo. 
Por otra parte el descubrimiento de talentos europeos constituyen objetivos del programa Cultura 2000, por ello se ha establecido el Premio de arquitectura contemporánea de la UE. 
Además la iniciativa Urban respalda la exigencia comunitaria en cuanto a la calidad arquitectónica.

## Audiovisuales
La Comisión Europea impulsa el programa MEDIA Plus, que brinda estímulo al desarrollo, la distribución y la promoción de obras audiovisuales europeas.
Dirigido a apoyar la industria audiovisual de la UE, MEDIA Plus está abierto a los operadores de los Estados miembros de la Unión y a los Estados asociados de Europa Central y Oriental, Turquía, a los miembros de la Asociación Europea de Libre Comercio y a los países signatarios del Convenio del Consejo de Europa sobre la televisión transfronteriza. En ese contexto se creó Europa Cinemas, una red de salas de cine arte a la cual pertenecen aproximadamente 500 salas en 260 ciudades de 30 países.
La subvención comunitaria no excede del 50 por ciento del coste total de las acciones.

## Capital europea de la cultura

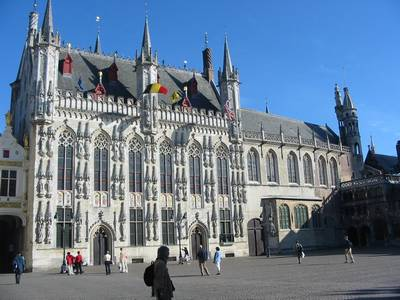
Ayuntamiento de Brujas.

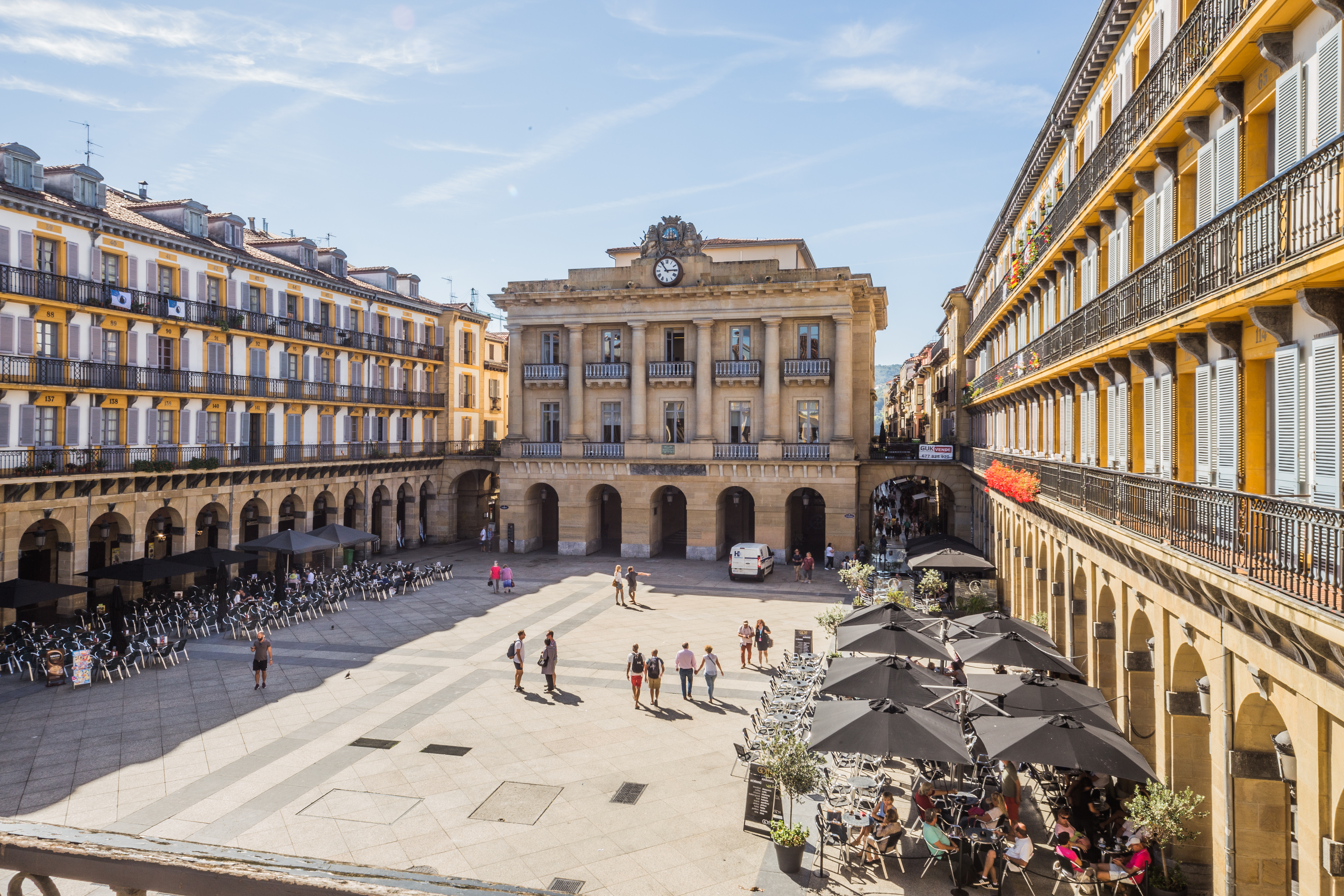
Plaza de la Constitución (San Sebastián)

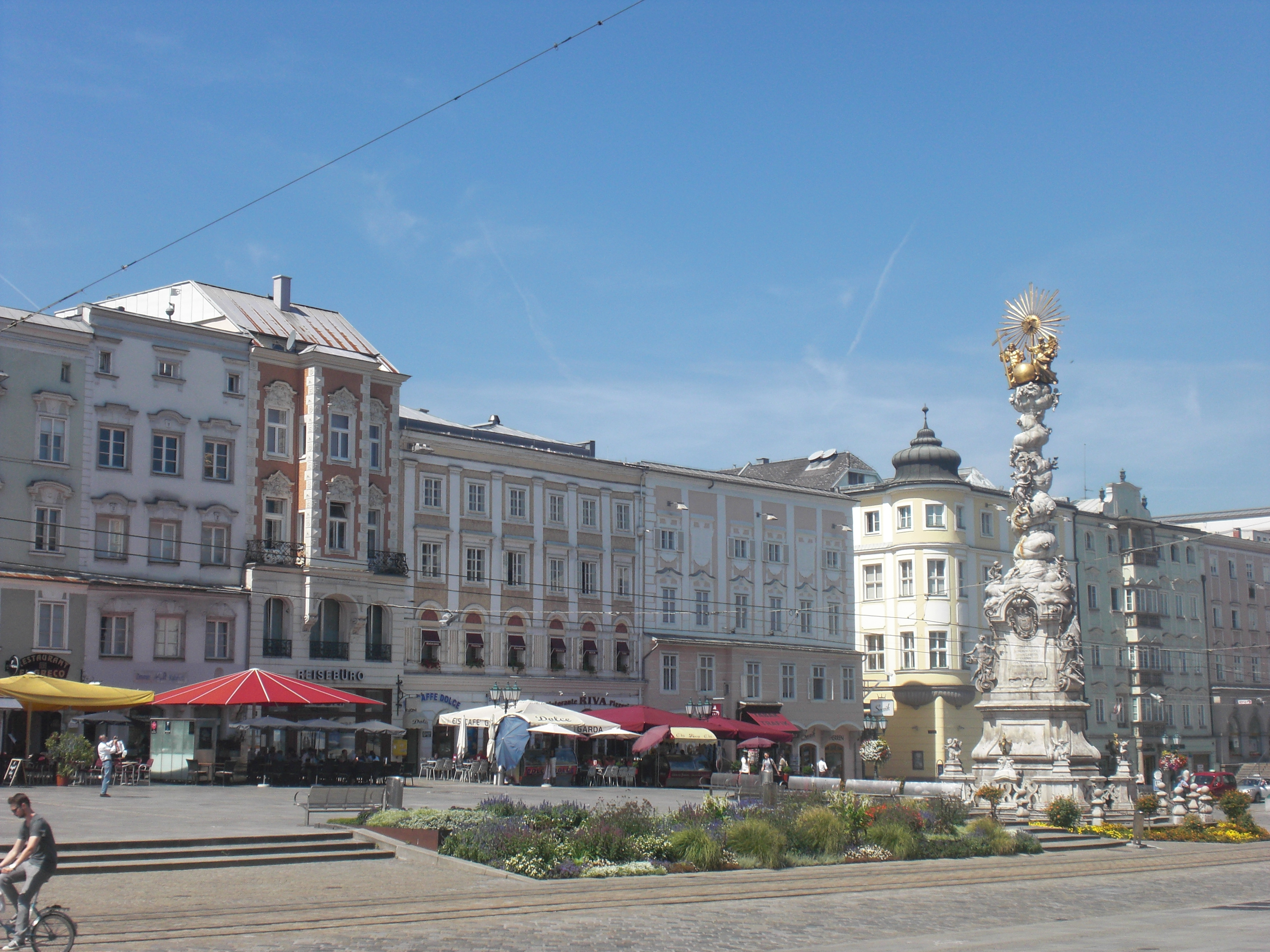
Parte de la plaza principal (Linz).

La designación anual de "capital europea de la cultura" es una acción de la Comunidad Europea que pone en relieve la diversidad y las características comunes de las culturas europeas. Busca contribuir a un conocimiento mutuo más profundo entre los ciudadanos de la UE. Hasta 2004 los lugares galardonados fueron llamados Ciudad europea de la cultura. Cork, en 2005, fue la primera ciudad con la denominación actual. Las ciudades que han ostentado este título o lo harán en el futuro.
- 1985: Atenas
- 1986: Florencia
- 1987: Ámsterdam
- 1988: Berlín Oeste
- 1989: París
- 1990: Glasgow
- 1991: Dublín
- 1992: Madrid
- 1993: Amberes
- 1994: Lisboa
- 1995: Luxemburgo
- 1996: Copenhague
- 1997: Tesalónica
- 1998: Estocolmo
- 1999: Weimar
- 2000: Aviñón, Bergen, Bolonia, Bruselas, Cracovia, Helsinki, Praga, Reikiavik, Santiago de Compostela
- 2001: Róterdam, Oporto
- 2002: Brujas, Salamanca
- 2003: Graz
- 2004: Génova, Lille
- 2005: Cork
- 2006: Patras
- 2007: Luxemburgo, Sibiu
- 2008: Liverpool, Stavanger
- 2009: Vilna, Linz
- 2010: Pécs, Estambul
- 2011: Turku, Tallin
- 2012: Guimarães, Maribor
- 2013: Marsella, Košice
- 2014: Riga, Umeå
- 2015: Mons, Plzeň
- 2016: San Sebastián, Breslavia
- 2017: Aarhus, Pafos
- 2018: Leeuwarden, La Valeta
- 2019: Matera, Plovdiv

## Educación
La Unión Europea ha sido siempre conocida como una de las zonas de mayor prestigio educativo y es famosa por sus proyectos y por su gran evolución y experiencia y aunque tenga déficits en algunas de sus características, dedica mucho esfuerzo económico y social para que estas debilidades sean superadas, sobre todo en países que se han cohesionado recientemente.
Aun así, existen grandes diferencias de nivel cultural, social y moral entre los países potenciales y desarrollados de la Unión respecto a los menos desarrollados, e incluso en algunos de los países ricos hay niveles profesionales muy débiles y contraproducentes a los esquemas de la Unión.
Los programas educativos europeos más importantes son Comenius, en el ámbito escolar, Leonardo da Vinci, para la formación profesional, programa Erasmus, para la enseñanza universitaria y Grundtvig, para la enseñanza de adultos. Por su parte, el programa eLearning promueve la integración efectiva de las tecnologías de la información y la comunicación (TIC) en los sistemas de educación y formación en la UE.
Memorándum sobre el aprendizaje permanente
En 1995, la Comisión Europea publicó el Libro blanco sobre la educación y la formación. En él se explicó ampliamente la importancia de que los ciudadanos europeos puedan recibir formación a lo largo de toda la vida, lo que se conoce como aprendizaje permanente. El objetivo es mantener la competitividad y combatir la exclusión social.
Recogiendo estas ideas, en 2000, el Memorándum sobre el aprendizaje permanente, documento de trabajo de servicios de la Comisión Europea, convoca un debate europeo para hacer realidad el aprendizaje durante toda la vida a nivel individual e institucional. Al final del memorándum, plantean seis claves a tener en cuenta para esta estrategia: garantizar el acceso universal y continuo al aprendizaje para obtener y renovar las cualificaciones de los ciudadanos, aumentar la inversión en recursos humanos, crear métodos eficaces para el aprendizaje permanente, valorar el aprendizaje no formal e informal, asesorar e informar de las oportunidades de aprendizaje durante toda la vida y ofrecer oportunidades próximas de aprendizaje permanente.
Espacio Europeo de Educación Superior
El Espacio Europeo de Educación Superior es un ámbito de organización educativo iniciado en 1999 con el Proceso de Bolonia que quiere armonizar los distintos sistemas educativos de la Unión Europea y proporcionar una forma eficaz de intercambio entre todos los estudiantes, así como dotar de una dimensión y de una agilidad sin precedentes al proceso de cambio emprendido por las universidades europeas. Se integran actualmente en el EEES aparte de los 27 países de la UE otros como Rusia y Turquía hasta llegar a la cifra total de 49 países participantes. Los países que se encuentran dentro del EEES son:
Alemania, Austria, Bélgica, Bulgaria, Dinamarca, Eslovaquia, Eslovenia, España, Estonia, Finlandia, Francia, Grecia, Hungría, Irlanda, Islandia, Italia, Letonia, Lituania, Luxemburgo, Malta, Noruega, Países Bajos, Polonia, Portugal, Reino Unido, República Checa, Rumanía, Serbia, Suecia y Suiza.
Las demandas de la globalización y de la sociedad del conocimiento requirieron que las universidades europeas en los albores del siglo XXI decidieran emprender una serie de reformas para enfrentar la nueva realidad económica, social y cultural de la globalización. En este contexto, la Unión Europea contempló la necesidad de que las instituciones de educación superior realizaran cambios en las metodologías de enseñanza (el aprendizaje, la estructura curricular, la gestión del personal docente, la movilidad estudiantil, entre otros). En 1998, los representantes de los gobiernos de Alemania, Francia, Italia y Reino Unido firmaron la Declaración de Sorbona. En este documento se reconoció la necesidad de crear un espacio común de educación superior.

## Deportes

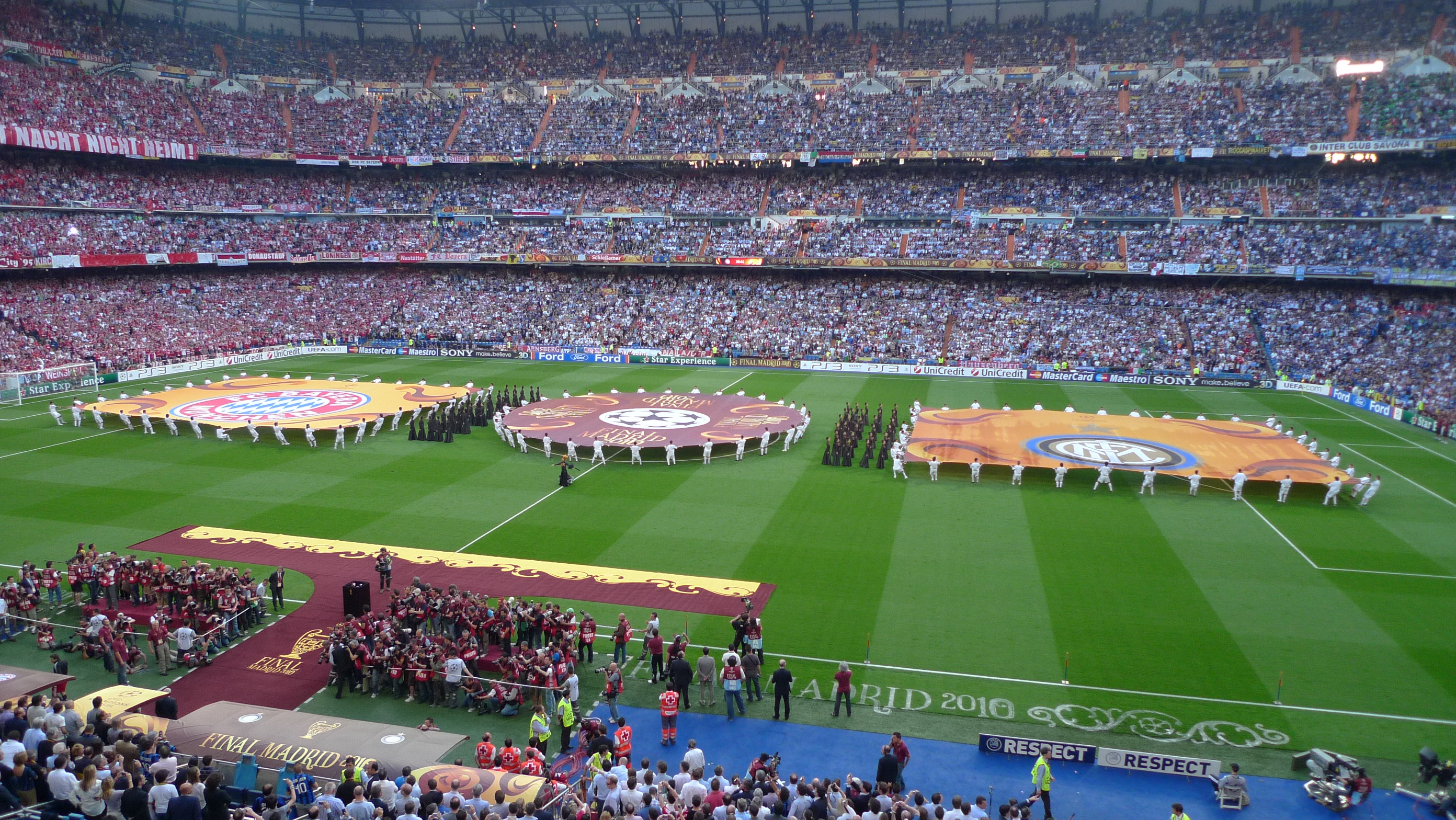
Final de la Liga de Campeones de la UEFA 2009-10.

Europa ha sido origen a lo largo de la historia de muchos de los deportes más populares, así como del Movimiento Olímpico. En la actualidad, el deporte en la Unión Europea tiende a estar altamente organizado, y las distintas modalidades suelen contar con ligas profesionales. Además, la mayoría de las organizaciones deportivas internacionales de relevancia están situadas en Europa.
En países miembros de la Unión Europea, se han creado diversos deportes que hoy en día son muy populares e importantes en el mundo. El fútbol, deporte creado en Reino Unido, es el más extendido y popular en la Unión Europea y del mundo. Los clubes deportivos de fútbol en Europa son generalmente los que han cosechado mayor éxito a lo largo de la historia en el mundo, así como los mejores pagados. La UEFA Champions League, el campeonato de fútbol a nivel europeo, es una de las competiciones futbolísticas más prestigiosas. A nivel estatal, las ligas más populares son la La Liga española, la competición italiana Serie A, la Ligue 1 en Francia o la Bundesliga en Alemania.
El rugby, por su parte, a nivel profesional es popular en el sur de Francia, Irlanda y el norte de Italia. Otros deportes, como el baloncesto, el balonmano, el ciclismo, el voleibol, el waterpolo, o el hockey también son practicados con popularidad en algunos Estados miembros.
El deporte en la Unión Europea es principalmente una responsabilidad de los distintos Estados miembros o de otras organizaciones internacionales. Sin embargo, algunas políticas de la UE han tenido un impacto sobre el deporte, tales como la libre circulación de trabajadores, a través de la sentencia Bosman, la cual prohíbe a las ligas nacionales de fútbol la imposición de cuotas de jugadores extranjeros con ciudadanía europea.
Durante la formulación de la política de deportes de la UE, varias asociaciones deportivas europeas fueron consultados, incluida la FIBA, la UEFA, la Federación Europea de Balonmano, la Federación Internacional de Hockey sobre Hielo, la FIRA y la Confederación Europea de Voleibol. Todos los Estados miembros de la UE y sus respectivas asociaciones nacionales de deporte pueden participar en las organizaciones deportivas europeas como la UEFA.
Juegos Olímpicos
A pesar de ello, es poco factible que algún día los países de la Unión acaben compitiendo bajo una sola bandera en eventos deportivos internacionales. Esto se debe a que esta organización supranacional no es una federación y conserva la individualidad de sus Estados miembros ("Unida en la diversidad" es el lema oficial de la UE). Sin embargo, lo que sí es probable es que se produzca una cooperación reforzada en lo que respecta a la preparación para las Olimpíadas. Sin embargo no está claro el efecto que esto podría tener a la hora de la inscripción de los Estados miembros en las posibles competiciones, pero en todo caso conllevaría numerosas ventajas para ellos. En primer lugar, el medallero de la UE es considerablemente mayor que el de cualquier CON (Comité Olímpico Nacional), aunque también es cierto que de competir la UE como un solo equipo, el número de sus representantes se reduciría notablemente, lo que probablemente haría que el total de medallas obtenidas fuera menor. No obstante, con programas comunitarios adecuados, se podría ayudar a los Estados miembros que obtuvieran peores resultados. Además, las instalaciones de entrenamiento, los entrenadores y los especialistas deportivos se podrían compartir entre los Estados miembros.